# Winterlude
Winterlude – piosenka skomponowana przez Boba Dylana, nagrana przez niego w czerwcu 1970 r. i wydana na albumie New Morning w październiku 1970 r.

## Historia i charakter utworu
Piosenka ta została nagrana na 7 sesji w Columbia Studio E z 5 czerwca. Oprócz niej nagrał Dylan wtedy jeszcze: „If Dogs Run Free”, „Sign on the Window”, „The Man in Me”, „Father of Night”, „Went to See the Gypsy” (wszystkie te wersje zostały wydane na New Morning) oraz „Ah-Ooh! (instrumentalny), „I Forgot to Remember to Forget Her” i „Lily of the West (Flora)”. Ten ostatni utwór został wydany na albumie Dylan.
Piosenka ta jest utrzymana w rytmie walca i Dylan niczym tego rytmu na 3/3 nie tuszuje, a nawet podkreśla go. Piosenka ta jest otwarcie romantyczna, ale równocześnie ma pewien żartobliwy wydźwięk. Brzmi staroświecko, a nawet nieco tandetnie, doskonale pasując do dawnych wiktoriańskich czasów. Jest to osiągnięte, między innymi, przez staroświecko brzmiące organy, kojarzące się z atmosferą dawnego lodowiska. Sprawia to także wrażenie niedopasowania do innych kompozycji Dylana.
Dylan nigdy nie wykonał tej piosenki na koncercie.

## Muzycy
- Bob Dylan – pianino, gitara, harmonijka, wokal

sesja siódma
- Al Kooper – gitara, pianino, wokal
- Charlie Daniels – gitara basowa
- Ron Cornelius – gitara
- Russ Kunkel – perkusja
- Hilda Harris – chórki
- Albertine Robinson – chórki
- Maeretha Stewart – chórki

## Wykonania piosenki przez innych artystów
- Steve Gibbons – The Dylan Project (1998)